# Barnstädt
Barnstädt est une commune allemande de l'arrondissement de Saale, Land de Saxe-Anhalt.

## Géographie
Barnstädt se situe dans le plateau de Querfurt. Au sud du village se trouve l’élevation la plus haute de ce paysage, la colline Barnstädter Huthügel.
La commune comprend le quartier de Göhritz.
| Querfurt          |           |                     |
|                   | Barnstädt | Nemsdorf-Göhrendorf |
| Nebra-sur-Unstrut |           | Steigra             |

Barnstädt se trouve sur la Bundesstraße 180.

## Histoire
Barnstädt est mentionné pour la première fois entre 881 et 899 dans un répertoire de la dîme de l'abbaye d'Hersfeld sous le nom de Bernstat.

## Source, notes et références
- (de) Cet article est partiellement ou en totalité issu de l’article de Wikipédia en allemand intitulé « Barnstädt » (voir la liste des auteurs).